# Албрехт I (Мекленбург-Щаргард)
Вижте пояснителната страница за други личности с името Албрехт I.
Албрехт I фон Мекленбург-Щаргард (на немски: Albrecht I von Mecklenburg-Stargard; † между 20 февруари и 15 юли 1397, Дорпат, Естония) е сърегент, херцог на Мекленбург-Щаргард (1392/1393 – 1397).

## Живот
Той е най-малкият син на херцог Йохан I фон Мекленбург-Щаргард († 1392/1393) и третата му съпруга графиня Агнес фон Линдау-Рупин († пр. 1402), вдовица на Николаус IV фон Верле, дъщеря на граф Улрик II фон Линдов-Рупин († 1356) и принцеса Агнес фон Анхалт-Цербст († 1352). Брат е на Йохан II († 1416), Улрих I († 1417) и Рудолф († сл. 28 юли 1415), епископ на Скара (1387 – 1389), епископ на Шверин (1391 – 1415).
Албрехт I управлява заедно с братята си Йохан II и Улрих I. През 1393 г. той става каноник в катедралата на Шверин. През 1395 г. отива в Ливония, за да стане коадютор (асистент) на епископа на Дорпат Дитрих Дамерау. Там той помага при разрешаване на проблем с Конрад фон Юнгинген, великия магистър на Тевтонския орден.
Албрехт I умира между 20 февруари и 15 юли 1397 г. в Дорпат, Естония, и е погребан там.